# Fiona Button
Fiona Button (* 9. August 1983 in Lausanne, Schweiz) ist eine britische Schauspielerin.

## Leben
Fiona Button wurde im Januar 1983 in Lausanne geboren. Sie wuchs in Newbury auf.
Button studierte Schauspiel an der Universität von Birmingham und schloss ihre Ausbildung an der Webber Douglas Academy of Dramatic Art ab.

## Filmografie (Auswahl)
- 2007: Inspector Barnaby (Midsomer Murders, Fernsehserie)
- 2007: The Bill (Fernsehserie)
- 2008: The Palace (Fernsehserie)
- 2010: How Not to Live Your Life (Fernsehserie)
- 2011: Outcasts (Fernsehserie)
- 2012: We’ll Take Manhattan (Fernsehfilm)
- 2010–2012: Lip Service (Fernsehserie)
- 2012: Cardinal Burns (Fernsehserie)
- 2013: Pramface (Fernsehserie)
- 2013: Foyle’s War (Fernsehserie)
- 2015: Bugsplat! (Fernsehfilm)
- 2015: You, Me and the Apocalypse (Fernsehserie)
- 2014–2016: Grantchester (Fernsehserie)
- 2016: My Mother and Other Strangers (Fernsehserie)
- 2018: The Importance of Being Earnest
- 2018–2022: The Split – Beziehungsstatus ungeklärt (The Split, Fernsehserie, 18 Folgen)
- 2020: Out of Her Mind (Fernsehserie)
- 2020: Trying (Fernsehserie)
- 2021: No One Is Talking About This (Kurzfilm)
- 2022: Fisherman’s Friends 2 – Eine Brise Leben (Fisherman’s Friends: One and All)